# Lepidium eastwoodiae
Lepidium eastwoodiae är en korsblommig växtart som beskrevs av Elmer Ottis Wooton. Lepidium eastwoodiae ingår i släktet krassingar, och familjen korsblommiga växter. Inga underarter finns listade i Catalogue of Life.